# Hybrálec
Hybrálec är en ort i Tjeckien.   Den ligger i regionen Vysočina, i den centrala delen av landet, 110 km sydost om huvudstaden Prag. Hybrálec ligger 508 meter över havet och antalet invånare är 390.
Terrängen runt Hybrálec är huvudsakligen lite kuperad. Hybrálec ligger nere i en dal. Runt Hybrálec är det ganska tätbefolkat, med 65 invånare per kvadratkilometer. Närmaste större samhälle är Jihlava, 4,2 km sydost om Hybrálec. Trakten runt Hybrálec består till största delen av jordbruksmark.